# Omination
Omination ist eine 2016 gegründete Funeral-Doom-Band.

## Geschichte
Fedor Kovalevsky begann circa 2016 damit die Musik zu komponieren und einzuspielen, mit der er unter dem Namen Omination 2018 seine ersten Demoaufnahmen …Whose Name is Worthlessness herausgab. Nach einem weiteren Demo erschienen von 2018 an Veröffentlichungen mit Firmen wie Depressive Illusions Records, Endless Winter und Hypnotic Dirge Records.
Insbesondere das Album Followers of the Apocalypse wurde international beachtet. Die Beurteilungen variierten von durchschnittlich bis besonders positiv. Derweil alle Rezensenten dem Album Innovationsgeist und Kreativität zusprachen gingen die Beurteilungen des Gesamtwerks auseinander. Chris Hawkins schrieb für Doom-Metal.com, bei einer Bewertung von 6.5 von zehn möglichen Wertungspunkten, das Album sei „nicht der Höhepunkt des Genres, aber ein Beweis für Kreativität.“ Zum Teil wirke die Musik langweilig und verliere sich in ausladenden Passagen. Ähnlich lautete das Urteil der für das russische Webzine Headbanger.ru verfassten Besprechung Followers of the Apocalypse sei „einzigartig“ und „kreativ“, aber „überladen“. Dabei erhielt Followers of the Apocalypse von Roman P-V 8 von zehn Wertungspunkten. Als „kreative und faszinierend vielversprechende Veröffentlichung, die allerdings die typischen Mängel eines Soloprojekts“ besäße, beschrieb Mike Liassides, der das Album ebenfalls für Doom-Metal.com besprach, Followers of the Apocalypse bei einer Wertung von 7.5 von zehn Punkten. So sei die Musik leicht unausgewogen und es mangele ihr an der Synergie durch die fehlende Kooperation mehrerer Musiker. Stefano Cavanna von vom italienischen Webzine Metaleyes.iyezine vergab 7.9 von zehn optionalen Punkten schrieb, das Album überrasche und erweitere die „Grenzen des Genres“. Das Webzine The Sound not the Word nannte Followers of the Apocalypse indes „ein Album der Superlative“.
Im Jahr 2020, einhergehend mit der Ankündigung eines weiteren Albums im Jahr 2021, gab Kovalevsky bekannt, dass Omination fortan als Trio agiere. Als weitere Bandmitglieder wurden Nassim Toumi und Zied Kochbati benannt. Die Funktionen der Musiker ließ er derweil aus. Mit NGR erschien im Februar 2021 das angekündigte Studioalbum über Hypnotic Dirge Records. NGR erlangte in der folgenden Rezeption ein breites Publikum und überwiegend positive Resonanz. Es wurde bei Benotungen von sieben von zehn bis zu zehn von zehn Punkten als „emotionales Schwergewicht“ und „einzigartig im gesamten Spektrum des Doom Metal“ gelobt.

## Stil
Als „langen und cineastischen Funeral Doom“ wird die Musik in der Darstellung der Datenbank von Doom-Metal.com beschrieben. Das Tempo sei häufig schneller als es für das Genre üblich. Zum Vergleich wird auf Skepticism und Profetus verwiesen. Rezensenten verweisen hinzukommend auf Neurosis, Sol, Esoteric und Mournful Congregation. Harscher Gesang, ein an Pink Floyd gemahntes Gitarrenspiel sowie eine „feierlich majestätische Orgel“ bestimmen der Beschreibung von Doom-Metal.com folgend die Musik. Als besonderes merkmal wird das barocke Spiel der Orgel betitelt. Hierbei bewege sich die Musik mühelos zwischen der traditionell ausgeprägten Langsamkeit des Funeral Doom und einer als „eher bedrohlich“ beschriebenen Stimmungen die dem Black Metal nahe gestellt wird.

„On the low end, the stout bass weaves in and around the main ideas as it constantly propels the song forward. It has a tone that hints at being fretless and is nonetheless a very punchy, compressed performance. The guitar incorporates staple tones of the genre, high-gain driven riffs drowning in reverb. […] The secret weapon is clearly the organ parts provided as they enrich the guitar chords adding extensive color.“

„Am unteren Ende verwebt sich der kräftige Bass in und um die musikalischen Hauptideen, während er jedes Stück anhaltend vorwärts treibt. Er hat einen Klang, auf einen Fretless Bass hindeutet, und behält dennoch eine sehr druckvolle, komprimierte Wirkung. Die Gitarre behält die Grundformen des Genres bei, High-Gain-Riffs, die im Hall ertrinken. […] Die Geheimwaffe sind eindeutig die hinzugenommenen Orgelpassagen, da sie die Gitarrenakkorde ergänzen und umfangreich Klangfarbe beisteuern.“

## Diskografie
- 2018: …Whose Name is Worthlessness (Demo, Selbstverlag)
- 2018: Followers of the Apocalypse (Demo, Selbstverlag)
- 2018: The Whirlpool of Ignorance (MC-Album, Depressive Illusions Records)
- 2018: Followers of the Apocalypse (2CD-Album, Endless Winter)
- 2019: The New Golgotha Repvbliq (Download-Single, Hypnotic Dirge Records)
- 2020: The Pale Horseman (Download-EP, Hypnotic Dirge Records)
- 2021: NGR (Album, Hypnotic Dirge Records)